# Comité allemand pour le droit de la noblesse
Le Comité allemand pour le droit de la noblesse (ARA en abrégé) est une association soutenue par les associations de noblesse (de) du monde germanophone. Il s'occupe principalement de la question de savoir si les personnes vivant aujourd'hui seraient considérées comme nobles selon le droit allemand de la noblesse en vigueur jusqu'en 1919, si ce droit était appliqué aujourd'hui.

## Histoire
Le Comité est fondé en 1949. Il se considère comme le successeur juridique des organisations de jugement de la noblesse allemande qui existaient de 1918 à 1945 au sein de l'Association de la noblesse allemande, en particulier du Comité d'examen de la noblesse (de), fondé en 1921. Pour prendre ses décisions, l'ARA ne s'appuie toutefois pas sur les statuts du Comité d'examen de la noblesse en vigueur depuis 1921, mais sur le droit de la noblesse en vigueur jusqu'en 1919, qui prévoit traditionnellement l'acquisition de la noblesse par naissance légitime, dans certaines circonstances par mariage et dans certains cas par anoblissement.

## Tâches

### Général
Le comité décide au sein des associations de la noblesse allemande sur les questions de droit de la noblesse, supervise le Gothaisches Genealogisches Handbuch et les archives de la noblesse allemande.  Ses membres sont nommés par l'Union des associations de la noblesse allemande, dont elle est indépendante sur le plan organisationnel.
L'ARA n'a aucune juridiction sur la compétence ou la détermination juridique. En raison de l'abolition des privilèges de classe de la noblesse en Allemagne en 1919, ses décisions sont également sans pertinence en termes de droit de dénomination. Ses opinions sur l'admissibilité de l'utilisation d'armoiries n'ont également aucune pertinence juridique.
La principale question de droit de la noblesse régulièrement traitée par l'ARA concerne l'appartenance à la noblesse historique, c'est-à-dire la question de savoir si une personne serait noble selon le droit de la noblesse en vigueur jusqu'en 1918, si celui-ci était encore applicable aujourd'hui. Il s'agit d'une condition d'admission pour les associations regroupées au sein de l'Union des associations de la noblesse allemande. Elle ne se considère pas compétente pour les intérêts des descendants des anciennes maisons régnantes et des anciens seigneurs de la noblesse, tant que ceux-ci ne s'adressent pas à elle de leur propre initiative.

### Critères du Comité des droits de la noblesse allemande pour l'appartenance à la "noblesse historique"
Selon le Comité allemand des droits de la noblesse, l'appartenance à la noblesse se transmet exclusivement par filiation masculine légitime, c'est-à-dire par filiation matrimoniale avec un père noble. Elle est également acquise par le mariage d'une femme bourgeoise avec un homme noble, si l'épouse prend le nom noble de ce dernier. Les enfants nés avant ou hors mariage sont légitimés par un mariage ultérieur de leurs parents naturels prouvés (ce qu'on appelle la legitimatio per matrimonium subsequens) et la noblesse leur est donc transmise de la même manière que pour les enfants légitimes dès le départ. Une femme noble perd toutefois son appartenance à la noblesse en épousant un homme non noble, à moins que le droit nobiliaire reconnu d'une terre noble allemande n'en dispose autrement. L'appartenance à la noblesse ne renaît pas par le divorce et la reprise du nom de naissance, mais elle renaît par un mariage ultérieur avec un noble.
L'acquisition d'un nom noble par les possibilités d'organisation du droit du nom actuel, par exemple en cas de naissance hors mariage, à travers des actes juridiques tels que l'adoption, la dénomination ou la déclaration d'état matrimonial, ainsi que les règles de détermination du nom marital qui sont en vigueur depuis 1976 (et la transmission éventuelle à des tiers époux, enfants, enfants adoptés) non reconnus par le Comité des droits de la noblesse car ils contredisent le droit historique de la noblesse. Cela est rendu clair, par exemple, par le fait que les anciens prédicats de noblesse sont souvent abrégés (par exemple Frhr. pour Baron ou v. pour von) dans la série de volumes régulièrement publiée du Genealogisches Handbuch des Adels et depuis 2015 la série successeur Gothaisches Geneaologisches Handbuch ainsi que dans le Deutsches Adelsblatt, alors qu'ils sont écrits en toutes lettres pour la "fausse noblesse". Cette dernière est longtemps mentionnée "sous le trait" dans le Manuel généalogique de la noblesse, c'est-à-dire à la fin de l'article sur la famille noble concernée, sous une rubrique "porteurs de noms n'appartenant pas à la noblesse historique". Entre-temps, la "fausse noblesse"est supprimée, car le "flot de titres" ne cesse d'augmenter..

### Non-objection du droit de noblesse
Dans des cas exceptionnels et particulièrement justifiés, l'ARA peut prononcer une "non-opposition nobiliaire" à l'appartenance à la noblesse pour des personnes qui n'y auraient pas droit selon les principes en vigueur jusqu'en 1918. Ces personnes sont alors assimilées à la noblesse historique au sein de l'association et peuvent devenir membres d'une association de noblesse. Cela ressemble à un anoblissement (toutefois sans conséquence juridique), même si l'ARA elle-même n'utilise pas ce terme, car elle ne souhaite pas s'arroger les compétences d'un monarque régnant. Le Comité considère ses décisions comme "provisoires" dans le sens où elles devraient être confirmées par le monarque lors d'un éventuel rétablissement de la monarchie.
Les non-objections peuvent concerner aussi bien les personnes nées non nobles qui acquièrent un nom noble en violation du droit de la noblesse, c'est-à-dire par adoption ou par mariage avec une femme noble, que les cas de changement de nom et de succession au sein de la noblesse. Ils n'entraînent pas l'admission dans une famille noble existante et ne peuvent pas empêcher l'extinction d'une famille, mais ont pour effet d'en créer une nouvelle pour le bénéficiaire et ses descendants dans la lignée masculine. Par conséquent, une telle famille reçoit également son propre article dans le Gothaischen Genealogischen Handbuch.
Des exemples de familles qui obtiennent leur noblesse en ne s'opposant pas sont Dingebacher von Schrottenberg (de), Zimmermann von Siefart et Plottnitz-Stockhammer (de).
CILANE tolère l'institution de la non-objection en vertu du droit aristocratique et signifie que la noblesse allemande est moins fermée que la noblesse suédoise (de), finlandaise et néerlandaise, qui, en raison des conditions légales, ne peut plus être élargie par l'anoblissement, même si tel, par exemple, en raison d'une extinction imminente de la lignée masculine serait approprié. Au total, il y a environ 50 non-objections depuis la Seconde Guerre mondiale.
Une non-objection en vertu de la loi aristocratique peut également signifier l'admission de nobles non allemands dans la noblesse allemande.

### Critères de "non-objection"
Les critères de non-objection en vertu de la loi aristocratique aux fins d'admettre un non-noble à la noblesse comprennent: a. : 
- menacée d'extinction dans la lignée masculine,
- Passation de propriété (pour maintenir le lien entre nom et propriété),
- lien de sang avec la famille éponyme,
- Proximité avec la noblesse historique (socio-culturelle),
- Ancêtres nobles (lignée féminine),
- une déclaration positive de la noblesse et des associations familiales concernées.

L'ARA attend des personnes qui obtiennent une non-objection qu'elles associent, dans la mesure du possible, leur nom de naissance et leur nom d'adoption (au lieu d'adopter simplement ce dernier), afin de rendre visible la fondation d'une nouvelle famille noble et de distinguer les porteurs de nom appartenant à la famille du nom dans la lignée masculine de ceux de la nouvelle famille. En outre, des armoiries différentes de celles de la famille adoptive doivent être adoptées (en général par le biais d'une union d'armoiries).

## Siège et conseil d'administration
Le Comité des droits de la noblesse allemande est basé à Marbourg. En novembre 2022, le conseil d'administration est composé des personnes suivantes :
- Président : Hans-Heinrich von Knobloch
- Premier vice-président : Baron Georg v. Frölichsthal
- Deuxième vice-président : Baronne Sabina v. Thuemmler
- Comte Andreas von Bernstorff
- Baron Heinrich von Hoyningen gen. Huene

Marbourg est également le siège des archives de la noblesse allemande.